# Маргарита (графиня Берга)
Маргарита Равенсбергская (нем. Margerite von Ravensberg; ок. 1320 — 13 февраля 1389) — графиня Равенсберга с 1346 года и графиня Берга с 1348 года. Дочь Оттона IV Равенсбергского и Маргариты Берг-Виндекской.
Дядя Маргариты — граф Равенсберга Бернхард умер в 1346 году бездетным (так как имел духовный сан), и она унаследовала его владения.
В 1348 году умер другой её дядя — граф Берга Адольф VI. Он тоже был бездетным, и Маргарита как единственная племянница стала его наследницей.

## Семья
В 1336 году Маргарита вышла замуж за графа Герхарда VI Юлихского. Дети:
- Вильгельм II (1338—1408)
- Елизавета (ум. 1388), муж (1353) — граф Генрих V Вальдекский (ум. 1397)
- Маргарита (ум. 1425), муж (1369) — граф Адольф III фон дер Марк.